# The Blackening
The Blackening (engl.: Die Schwärzung) ist das sechste Musikalbum der US-amerikanischen Metal-Band Machine Head. Das Album wurde am 23. März 2007 über das Label Roadrunner Records veröffentlicht und erhielt hervorragende bis euphorische Kritiken. The Blackening erreichte Platz 12 der deutschen Albumcharts und konnte in vier weiteren Ländern eine Platzierung unter den ersten 20 belegen.
In den USA verkaufte sich das Album in den ersten zwei Wochen nach der Veröffentlichung öfter als der Vorgänger Through the Ashes of Empires in drei Jahren. Die erste Single Aesthetics of Hate wurde in der Kategorie Best Metal Performance für einen Grammy Award nominiert.

## Entstehung

### Songwriting
Anfang 2005 begannen die Mitglieder von Machine Head, neue Lieder zu schreiben. Das erste fertiggestellte Lied hieß Godfather 4. Der Titel bezieht sich auf das Gitarrenriff, welches laut dem Sänger Robb Flynn ein Der-Pate-artiges Gefühl verbreitete. Das Lied wurde jedoch nicht für das Album verwendet; das besagte Riff wurde in einer B-Seite verwendet. Slanderous war das erste fertig geschriebene Lied, das für das Album verwendet wurde. Bis Februar 2005 waren neben Slanderous noch Beautiful Mourning und eine Rohversion von Aesthetics of Hate fertiggestellt. Gleichzeitig nahm Machine Head eine Coverversion des Metallica-Liedes Battery für einen Tributsampler des Kerrang!-Magazines auf.

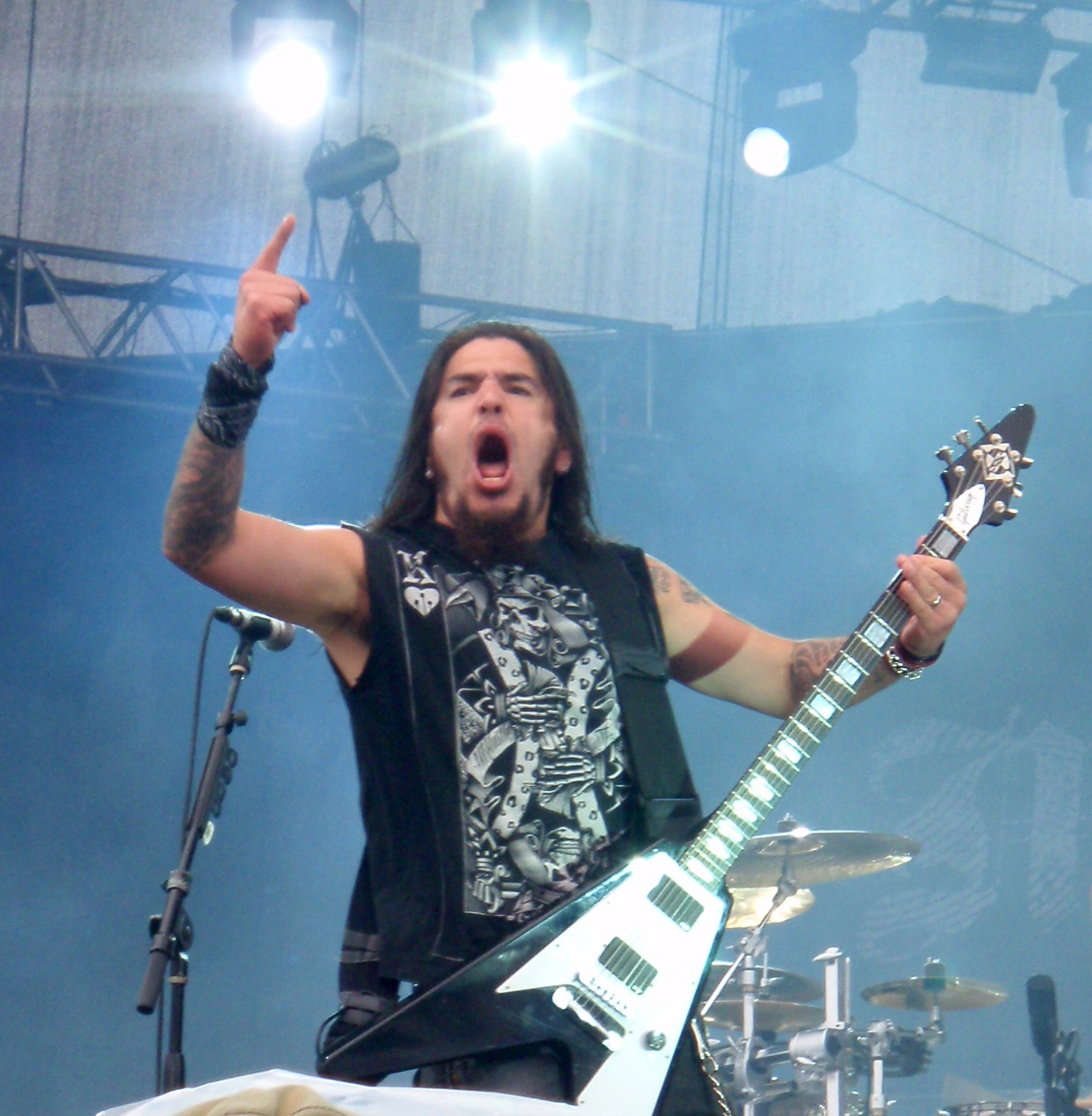
Robb Flynn produzierte das Album

Im Februar 2005 wurde Flynn zusammen mit Dino Cazares (Divine Heresy, Fear Factory), Matthew Heafy (Trivium) und Joey Jordison (Slipknot) als einer von vier „Teamcaptains“ für das Roadrunner-United-Projekt anlässlich des 25-jährigen Jubiläums von Roadrunner Records berufen. Während dieses Projektes produzierte Flynn vier Lieder und sammelte hierbei wertvolle Erfahrungen, die er in die Produktion von The Blackening einbrachte.
Im November 2005 nahm die Band ein Demo mit dreizehn Liedern auf. Unter diesen Stücken waren frühe Versionen der Lieder Halo und Aesthetics of Hate. Mitte des Monats legte Machine Head eine Pause ein, in der Flynn im Alleingang weiter an den Stücken arbeitete. Insgesamt schrieb die Band 26 Lieder. Auf das Album schafften es die acht Titel, die als Einheit am besten zusammen passten.
Während des Songwritings stellte sich heraus, dass die neuen Lieder weitaus komplexer und länger sind als auf dem Vorgängeralbum Through the Ashes of Empires. Musikalische Inspiration holten sich Flynn und Schlagzeuger Dave McClain zu dieser Zeit vom Rush-Album A Farewell to Kings aus dem Jahre 1977. In einem Interview erklärte Flynn, dass die Lieder dieses Albums „keine bloße Aneinanderreihung von Riffs sind, sondern immer wieder zu einer eingängigen Hookline bzw. dem Anfangsthema zurückkehren“. Bei der Aufteilung der Gitarrenarbeit hinsichtlich der Soli und Harmonien orientierten sich Flynn und Phil Demmel an den Judas-Priest-Gitarristen Glenn Tipton und K. K. Downing. Für die Texte holte sich Flynn Inspiration aus den Romanen Johnny zieht in den Krieg von Dalton Trumbo sowie Illuminati von Dan Brown.
Laut Sänger Robb Flynn ergab sich die Länge einzelner Titel einfach, als die Band die Ideen der einzelnen Mitglieder im Proberaum zusammenfügte. Als die Lieder fertig waren, waren sie bis zu zehn Minuten lang und bestanden aus 20 bis 30 Riffs pro Lied. Das neunminütige Stück Wolves besteht laut Flynn sogar aus 75 Riffs. Probeweise wurde versucht, einige Lieder zu kürzen. Diese Pläne wurden von der Band jedoch verworfen, da man der Meinung war, dass die Lieder viel von ihrer Stärke verloren.
Von Seiten der Plattenfirma Roadrunner gab es Bedenken, das Album mit Clenching the Fists of Dissent zu eröffnen. Flynn erinnerte sich in einem Interview, dass die Roadrunner-Mitarbeiter Fragen wie „Seid ihr sicher, dass ihr das Album mit einem zehneinhalbminütigen Lied eröffnen wollt? Wollt ihr nicht mit etwas Direkterem anfangen?“ Nach kurzer Bedenkzeit entschlossen sich die Bandmitglieder, die Einwände ihrer Plattenfirma nicht zu beachten, da man überzeugt davon war, dass Clenching the Fists of Dissent das einzige Lied sei, welches an die erste Stelle gehört.
Mit The Blackening haben sich Machine Head das hohe Ziel gesteckt, das Master of Puppets der heutigen Generation zu erschaffen.

„Und wenn ich das sage, dann meine ich nicht damit, dass wir so groß werden wollen wie Metallica. […] Es geht darum, etwas zu kreieren, was die Kraft, den Einfluss und die Zeitlosigkeit besitzt wie besagtes Werk.“

Scherzhaft bezeichnete Flynn The Blackening als die Thrash-Metal-Version von Pink Floyds The Wall.

### Studioaufnahmen
Am 17. August 2005 gab die Band The Blackening als Albumtitel bekannt. An den nächsten beiden Tagen legten Flynn und Schlagzeuger Dave McClain mit einer Jam-Session letzte Hand an die ausgewählten Lieder an und begannen mit der Vorproduktion. Die eigentlichen Aufnahmen begannen am 21. August 2005 in den Sharkbite Studios zu Oakland. Wie schon beim Vorgängeralbum übernahm Robb Flynn die Produktion.
Zunächst nahm Dave McClain seine Schlagzeugparts auf. Für den Schlagzeugklang ließen sich McClain und Flynn vom Slayer-Album South of Heaven inspirieren. Sechs der acht Lieder des Albums nahm McClain an einem Tag auf, darunter beide Zehn-Minuten-Stücke. Die anderen beiden Titel wurden am nächsten Tag fertig aufgenommen. Als Nächstes wurden die Gitarren aufgenommen. Insbesondere die Aufnahmen für das Lied Wolves gestaltete sich laut Robb Flynn als schwierig. In einer Vielzahl der Riffs wurde die Technik des „Downpickings“ verwendet, eine Spieltechnik, bei der die Saiten ausschließlich von oben nach unten gezupft werden. Hierdurch vibrieren die Saiten stärker und erzeugen einen härteren Klang. Ende Oktober 2006 lud die Band eine Gruppe von Fans ins Studio ein, die für das Lied Clenching the Fists of Dissent Hintergrundgesänge beisteuerten. Abgeschlossen wurden die Aufnahmen am 18. November 2006.
Gemischt wurde The Blackening vom Briten Colin Richardson in den Strongroom- und Metropolis-Studios in London. Richardson wurde vom Toningenieur Matt Hyde unterstützt. Das Abmischen des Intros von Clenching the Fists of Dissent beschrieb Flynn als einen „Albtraum“ aufgrund der hohen Anzahl der verwendeten Tonspuren. Von den insgesamt 90 Spuren verwendete man u. a. 20 für die Snare drum, fünf für die Bass drum und Becken, drei akustische Gitarren, je fünf für E-Gitarre und Gesang und zwei für den Bass. Den Prozess, diese Spuren zusammenzumischen, bezeichnete Flynn als Wahnsinn.
Das Mastering übernahm Eddy Schreyer bei Oasis Mastering in Burbank. Am 16. Februar 2008 stellte Roadrunner Records das Lied Aesthetics of Hate zum freien Download zur Verfügung. Sechs Tage vor der Veröffentlichung konnte man sich auf der Myspace-Seite von Roadrunner das gesamte Album als Stream anhören.

### Musikvideos
Für die Lieder Now I Lay Thee Down, Aesthetics of Hate und Halo wurden Musikvideos gedreht, bei denen Mike Sloat Regie führte. Ursprünglich sollte für Clenching the Fists of Dissent oder Halo das erste Video gedreht werden. Wegen der Überlänge beider Titel wurde versucht, die Lieder auf etwa fünf Minuten zu kürzen. Diese Pläne wurden verworfen und stattdessen mit Now I Lay Thee Down das zweitkürzeste Lied genommen. Das Video für Aesthetics of Hate wurde in Virginia gedreht. Musiker der Bands Trivium und Gojira haben in dem Video Gastauftritte. Neben einer zensierten und gekürzten Version für Musikfernsehsender wurde auch eine unzensierte Version veröffentlicht, bei der alle Flüche und Schimpfwörter vorkommen. Für die Dreharbeiten zum Halo-Video luden Machine Head ihre Fans ein, um als Komparsen aufzutreten. Gedreht wurde das Video am 3. April 2008 in San Francisco.

## Hintergrund

### Aesthetics of Hate
Das Lied Aesthetics of Hate ist eine Antwort auf einen Artikel von William Grim. Grim schrieb auf dem konservativen Blog The Iconoclast den Artikel „Aesthetics of Hate: R.I.P. Dimebag Abbott & Good Riddance“, der ein persönlicher Angriff auf den ermordeten ehemaligen Pantera-Gitarristen Dimebag Darrell darstellte. Darrell wurde am 8. Dezember 2004 bei einem Konzert seiner damaligen Band Damageplan in Columbus von Nathan Gale, einem ehemaligen Marinesoldaten, durch drei Schüsse in den Kopf getötet.
Grim beschrieb Darrell als einen „ignoranten, barbarischen und untalentierten Besitzer einer Gitarre“, der „eher wie ein Affe als wie ein Mensch aussah“. Nachdem Flynn diesen Artikel las, schrieb er aus Verärgerung das Lied Aesthetics of Hate als einen Tribut an Darrell. Flynn griff in einer Stellungnahme auf der Machine-Head-Homepage Grim scharf an und beschrieb seine Freundschaft zu Darrell.

„Was wissen Sie schon über Liebe und Werte? […] Alles, was Sie wissen, ist Vorurteile zu lehren, und Ihr Herz ist so schwarz wie das des ignoranten, dreckigen und abscheulich hässlichen Heavy-Metal-Fans, den Sie in Ihrem pervertierten, vorgeblichen Geschwätz zu schildern versuchen. Durch Leute wie Sie gibt es Nathan Gales in dieser Welt, nicht durch die Dimebags und Metal-Musiker, die daran arbeiten, die Welt durch ihre Musik zu vereinen.“

Während der Aufnahmen benutzte Flynn eine Gitarre, die er von Darrell geschenkt bekommen hat. Darrell hatte während eines Coal-Chamber-Konzerts im betrunkenen Zustand Flynns Ersatzgitarre mit auf die Bühne genommen und diese dann zerstört. Eine Woche später erhielt Flynn von Darrell eine neue Gitarre aus Darrells Signaturlinie in einem Wert von etwa 2.500 Dollar. Der Text des Liedes bezieht sich unter anderem auf das Pantera-Album Far Beyond Driven („But he made us Driven/such deep reference/Far Beyond the rest“). Die Wörter „Far“, „Beyond“ und „Driven“ sind im Booklet groß geschrieben abgedruckt.
Flynn wurde für den Text des Liedes kritisiert. In einem späteren Interview bestätigte Flynn, dass der Text zu Aesthetics of Hate komplett kindisch ist, er selber aber beim Schreiben ein ziemlich gutes Gefühl hatte.

### Weitere Bedeutungen
Clenching the Fists of Dissent und A Farewell to Arms befassen sich mit dem Irakkrieg. Die Texte zu diesen Liedern entstanden, nachdem die Bandmitglieder sich mit dem Thema auseinandersetzten und herausfanden, dass vieles nicht zusammenpasst. Während sich Clenching the Fists of Dissent eher gegen die von der US-Regierung verbreitete Propaganda richtet, beschäftigt sich A Farewell to Arms mit dem Leid der Opfer.
| “War hawks and senators, they sit tight, so trite Never their sons will know what it’s like to fight But soldiers are dead and children have bled and the silence is numb, what have we become?” – Textauszug „A Farewell to Arms“ | „Kriegshetzer und Senatoren sitzen eng zusammen, so banal Ihre Söhne werden nie wissen wie es ist, zu kämpfen Aber Soldaten sind tot und Kinder haben geblutet Und die Stille ist betäubend, was ist aus uns geworden?“ |

Bereits auf dem Debütalbum Burn My Eyes gab es mit A Thousand Lies ein Lied über den Zweiten Golfkrieg. Bei Beautiful Mourning setzt sich Flynn mit seiner eigenen Vergangenheit auseinander. Zu einer Zeit, in der er keine eigene Wohnung hatte und bei Freunden übernachtete, stand er eines Tages im LSD-Rausch vor einem Spiegel und führte sich mit einer Rasierklinge Verletzungen zu. Ursprünglich sollte Beautiful Mourning ein Anti-Kriegslied werden, doch Flynn stellte fest, dass der Text nicht zur Musik passt. Now I Lay Thee Down beschreibt eine von Romeo und Julia inspirierte Liebesgeschichte mit einem tragischen Ende. Flynn war der Meinung, dass der Refrain ziemlich poppig klingt und schrieb daher einen „abgefuckten Text, damit das Lied kein Radioairplay erhält“. Für den Text von Slanderous sammelte Flynn alle Beleidigungen und Schimpfwörter, mit denen er im Laufe der Jahre bedacht wurde. Mit diesem Text will Flynn zeigen, wie viel Hass in der heutigen Gesellschaft steckt.

### Coverartwork und Albumtitel
Das Albumcover wurde von Paul Brown entworfen. Die Abbildung ist in schwarz-weiß gehalten und basiert auf einem Kupferstich aus dem 16. Jahrhundert. Es zeigt ein Skelett, welches einen König darstellt. Der König sitzt auf einem Thron, der sich auf einer großen Menge von Schädeln befindet. Der eine Fuß des Königs steht auf einer Weltkugel während der andere Fuß neben einer Sanduhr steht. Der König hält einen Spiegel in der Hand, auf dem in Spiegelschrift „The mirror which flatters not.“ (engl.: „Der Spiegel, der [einem] nicht schmeichelt.“) geschrieben steht. Laut Flynn reflektiert der Spiegel die heutige Gesellschaft.

„Der Grund, warum wir uns für dieses Bild entschieden haben, ist, dass dieses Album wie ein Spiegel ist, den wir uns alle vorhalten. Es spricht über Dinge, die zur Zeit passieren, ist aber nicht spezifisch für diese Zeit.“

Das Artwork ist fast identisch mit dem Cover des Albums Drown in Solitude der australischen Doom-Band Funeral Mourning, welches wenige Monate vor The Blackening erschien.

### Versionen
Das Album wurde als reguläre CD sowie als Doppel-LP veröffentlicht. Es gibt eine limitierte Version, die eine Bonus-DVD enthält. Auf dieser DVD gibt es eine Dokumentation über die Entstehung des Albums sowie eine Tourdokumentation. Die CD enthält als Bonus noch eine Coverversion des Metallica-Liedes Battery. Geliefert wird diese Version in einem silberfarbenen Schuber.
Für den 27. Oktober 2008 kündigt die britische Filiale von Roadrunner Records eine Sonderedition an, die neben dem regulären Album eine Bonus-CD sowie eine DVD enthält. Die Bonus-CD enthält alle von der Band bisher aufgenommenen Coverversionen, B-Seiten und weitere Raritäten. Auf der DVD befinden sich elf Livemitschnitte von verschiedenen Auftritten, die drei für das Album gedrehten Musikvideos in unzensierter und uneditierter Version sowie für jedes der drei Videos ein Making of.

### Tournee

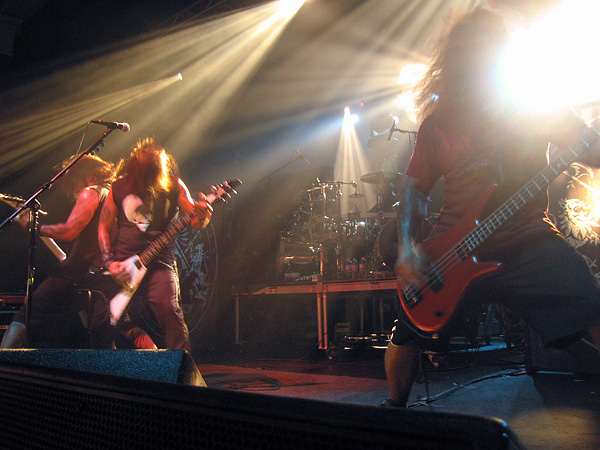
Machine Head während eines Konzerts 2006.

Seit der Veröffentlichung im März 2007 spielten Machine Head zahlreiche Konzerte, um ihr neues Album zu promoten. Im Februar und März 2007 tourten Machine Head zusammen mit Trivium und Gojira als Vorgruppen der Band Lamb of God durch Nordamerika. Nach dieser Tour folgte eine weitere Rundreise durch Nordamerika, diesmal als Vorgruppe von Megadeth und Heaven and Hell. Während des Sommers spielten Machine Head auf verschiedenen Festivals in Europa, darunter das Download-Festival, Rock am Ring, Rock im Park oder das Roskilde-Festival. Darüber hinaus spielte die Band noch Einzelkonzerte. Am 20. Juni 2007 eröffneten Machine Head für Iron Maiden im Römischen Olympiastadion. Am 8. Juli 2007 ersetzten Machine Head Bullet for My Valentine als Vorgruppe beim Metallica-Konzert im Londoner Wembley-Stadion, nachdem sich Bullet For My Valentine-Sänger Matt Tuck einer Tonsillektomie unterziehen musste.
Im September 2007 folgte eine Headlinertournee durch die Vereinigten Staaten, bei der Machine Head von Arch Enemy, Throwdown und Sanctity unterstützt wurden. Das Konzert im „House of Blues“ in Anaheim musste abgesagt werden. Für den Besitzer des „House of Blues“, die The Walt Disney Company, war es „unangemessen“, das eine Heavy-Metal-Band wie Machine Head in einem ihrer Clubs spielt. Es folgte eine Co-Headlinertournee durch Europa, Japan und Australien mit Trivium, Arch Enemy sowie DragonForce und Shadows Fall. Der Name dieser Tour („The Black Crusade“) ist ein Wortspiel aus den Albumtiteln The Blackening und des Trivium-Albums The Crusade. Während der Tournee verstarb Phil Demmels Vater. Demmel wurde daraufhin vom Trivium-Gitarristen Corey Beaulieu ersetzt.
Das Jahr 2008 begann mit einer weiteren Nordamerikatournee zusammen mit Hellyeah, Bury Your Dead und Nonpoint. Während dieser Tournee verstarb die Mutter des Schlagzeugers Dave McClain, der bei einigen Konzerten von den Schlagzeugern der Vorgruppen ersetzt wurde. Im Sommer 2008 nahmen Machine Head an der Rockstar Energy Mayhem Festival-Tournee durch Nordamerika teil, bei der auch Slipknot, Disturbed und Mastodon teilnahmen. Am 17. August 2008 kollabierte Phil Demmel während des vorletzten Liedes infolge einer Dehydratisierung. Nach dem Zwischenfall wurde bekannt, dass Demmel seit Anfang der 1990er Jahre an der Krankheit Cardiogenic Syncope leidet. Hierbei handelt es sich um eine Herzschwäche, die dafür sorgt, dass das Herz zu wenig Blut in das Gehirn befördert.

## Rezeption

### Kritiken
Das Album erhielt in der Presse hervorragende bis enthusiastische Kritiken. Der deutsche Metal Hammer kürte The Blackening zum „Album des Monats“. Matthias Weckmann bezeichnete The Blackening als „ein überragendes Album, welches Machine Heads Spitzenposition in der Szene eindrucksvoll untermauert“. Er vergab sechs von sieben möglichen Punkten. Im deutschen Rock Hard belegte das Album Platz drei im Soundcheck. Conny Schiffbauer beschrieb das Album als ein „brachial-bombastisches Progressive-Thrash-Epos, das trotz seiner detailverliebten Komplexität und zahlreichen Songs mit Überlänge nie seine mitreißende Wucht einbüßt“ und vergab neun von zehn möglichen Punkten.
Für Alain Strasser vom Onlinemagazin „metal1.info“ steht The Blackening für „mehr Thrash, mehr Melodien, mehr Metal, einfach mehr Machine Head“. Blabbermouth.net-Rezensent Don Kaye beschrieb The Blackening als einer der „pursten, besten und kraftvollsten Werke des modernen Heavy Metal“. Kaye lobte ferner die „furiose Gitarrenarbeit von Flynn und Demmel“. Mit 9,5 von zehn Punkten erhielt das Album beinahe die Höchstnote. J.D. Considine vom US-amerikanischen Musikmagazin „Blender“ verglich The Blackening mit Metallicas Album …And Justice for All, kritisierte aber die Texte, die wie aus einem Comic wirken.
Negative Kritiken gab es vom Magazin Rolling Stone. Andy Greene lobte zwar, dass die Band zu ihren Thrash-Metal-Wurzeln zurückkehrt, bemängelte aber die Länge der Lieder. A Farewell to Arms klingt laut Greene wie „drei Überbleibsel vom Metallica-Album Load hintereinandergereiht“. Für James Jam vom New Musical Express zeigt The Blackening „keine Rückkehr zur Form“ und weckt das Verlangen, „das Debütalbum von Machine Head wieder auszugraben“.
Auch von anderen Musikern wurde The Blackening positiv aufgenommen. Scott Ian, Rhythmusgitarrist der Band Anthrax, verglich das Album mit „einem guten Buch oder Film, der einen für eine Stunde aus dem Leben nimmt und für pures, unverfälschtes Hörvergnügen sorgt“. Metallica-Sänger James Hetfield bezeichnete The Blackening als „unglaublich. Unglaublicher Sound, unglaubliche Power.“
Zwei Wochen vor der Veröffentlichung des Albums tauchte das Album in den einschlägigen Musiktauschbörsen auf. Es stellte sich heraus, dass ein US-amerikanischer Journalist seine Promo-CD online gestellt hat. Flynn bedauerte, dass das Album vor der Veröffentlichung erhältlich war, stellte aber auch fest, dass sich die hieraus entstandene Mundpropaganda positiv auf die Verkaufszahlen ausgewirkt habe. Flynn zeigte sich sehr überrascht über den großen Erfolg des Albums.

„The Blackening steht gegen alles, was für ein erfolgreiches Album notwendig ist. Wir beginnen das Album mit einem zehneinhalbminütigen Lied. Das Album enthält vier Lieder, die länger als neun Minuten sind sowie kontroverse Texte und ein ausgefallenes Artwork. […] Wir haben uns für dieses Album den Arsch aufgerissen und hart gearbeitet. Wir wollten ein Stück Kunst erschaffen, welches den Test der Zeit übersteht, egal ob sich jemand das Album im Jahre 2007 oder 2017 anhört. Es war ein musikalisches Statement, von dem wir hofften, das es ein andauerndes Vermächtnis hinterlässt.“

### Auszeichnungen
Für das Lied Aesthetics of Hate wurden Machine Head erstmals für einen Grammy in der Kategorie „Beste Metal-Darbietung“ nominiert. Der Grammy ging allerdings an die Band Slayer für „Final Six“. Ebenfalls nominiert wurden King Diamond, Shadows Fall und As I Lay Dying.
The Blackening wurde als „Album des Jahres“ mit dem „Golden God Award“ des britischen Metal Hammer ausgezeichnet. Robb Flynn erhielt den Preis in der Kategorie „Golden God“. Bei den Kerrang! Awards erhielten Machine Head Auszeichnungen für das beste Album und in der Kategorie „Hard Rock Hero“. Weitere Auszeichnungen gab es bei den Danish Metal Awards in der Kategorie „Bestes internationales Album“ sowie bei den Swedish Metal Awards in der Kategorie „International Metal“
Die Leser der deutschen Magazine Rock Hard und Metal Hammer wählten The Blackening zum „Album des Jahres“. In der Kategorie „Lied des Jahres“ im Metal Hammer-Leserpoll belegte Halo Platz zwei und Aesthetics of Hate Platz drei. Das deutsche Magazin Visions führte im Frühjahr 2017 das Album in ihrer Liste der 66+6 besten Metal-Alben des dritten Jahrtausends.

## Kommerzieller Erfolg

### Chartplatzierungen
The Blackening stieg auf Platz 12 der deutschen Albumcharts ein. Dies war der bis heute höchste Charteinstieg der Band in Deutschland und übertraf das Album The Burning Red, welches 1999 auf Platz 15 einstieg. Weitere hohe Charteinstiege konnte das Album in Belgien (Platz 12), Australien (Platz 14), Großbritannien (Platz 16), Österreich und Schweden (beide Platz 19), Irland (Platz 23) und den Niederlanden (Platz 29) verbuchen.
In den USA verkaufte sich das Album in der ersten Woche nach der Veröffentlichung etwa 15.000 Mal und erreichte Platz 54. Dies war für Machine Head der höchste Charteinstieg aller Zeiten in den USA. Das Vorgängeralbum Through the Ashes of Empires verkaufte sich in der ersten Woche etwa 12.000 Mal und stieg auf Platz 88 ein.

### Auszeichnungen für Musikverkäufe
| Land/Region                  | Auszeichnungen für Musikverkäufe (Land/Region, Auszeichnung, Verkäufe) | Verkäufe |
| ---------------------------- | ---------------------------------------------------------------------- | -------- |
| Vereinigtes Königreich (BPI) | Gold                                                                   | 100.000  |
| Insgesamt                    | 1× Gold ·                                                              | 100.000  |